# پشت‌آتشی هیمالیا
پشت‌آتشی هیمالیا (نام علمی: Dinopium shorii) نام یک گونه از سرده پشت‌آتشی‌های خاوری است.